# Discias
Discias is een geslacht van kreeftachtigen uit de klasse van de Malacostraca (hogere kreeftachtigen).

## Soorten
- Discias atlanticus Gurney, 1939
- Discias brownae Kensley, 1983
- Discias exul Kemp, 1920
- Discias musicus Holthuis, 1981
- Discias pascuensis Fransen, 1987
- Discias serratirostris Lebour, 1949
- Discias serrifer Rathbun, 1902
- Discias vernbergi Boothe & Heard, 1987